# Folon (album)
Pour les articles homonymes, voir Folon (homonymie).
Albums de Salif Keïta
The Mansa of Mali...a Retrospective
(1995) Seydou Bathili
(1997)
Folon – également titré Folon... The Past – est un album de Salif Keïta sorti le 14 novembre 1995 sur le label Mango.

## Liste des titres
| No | Titre    | Durée |
| -- | -------- | ----- |
| 1. | Tekere   | 6:36  |
| 2. | Mandjou  | 10:37 |
| 3. | Africa   | 6:00  |
| 4. | Nyanyama | 6:18  |
| 5. | Mandela  | 4:30  |
| 6. | Sumun    | 6:57  |
| 7. | Seydou   | 5:48  |
| 8. | Dakan-Fe | 5:06  |
| 9. | Folon    | 4:27  |